# Republic-Ford JB-2

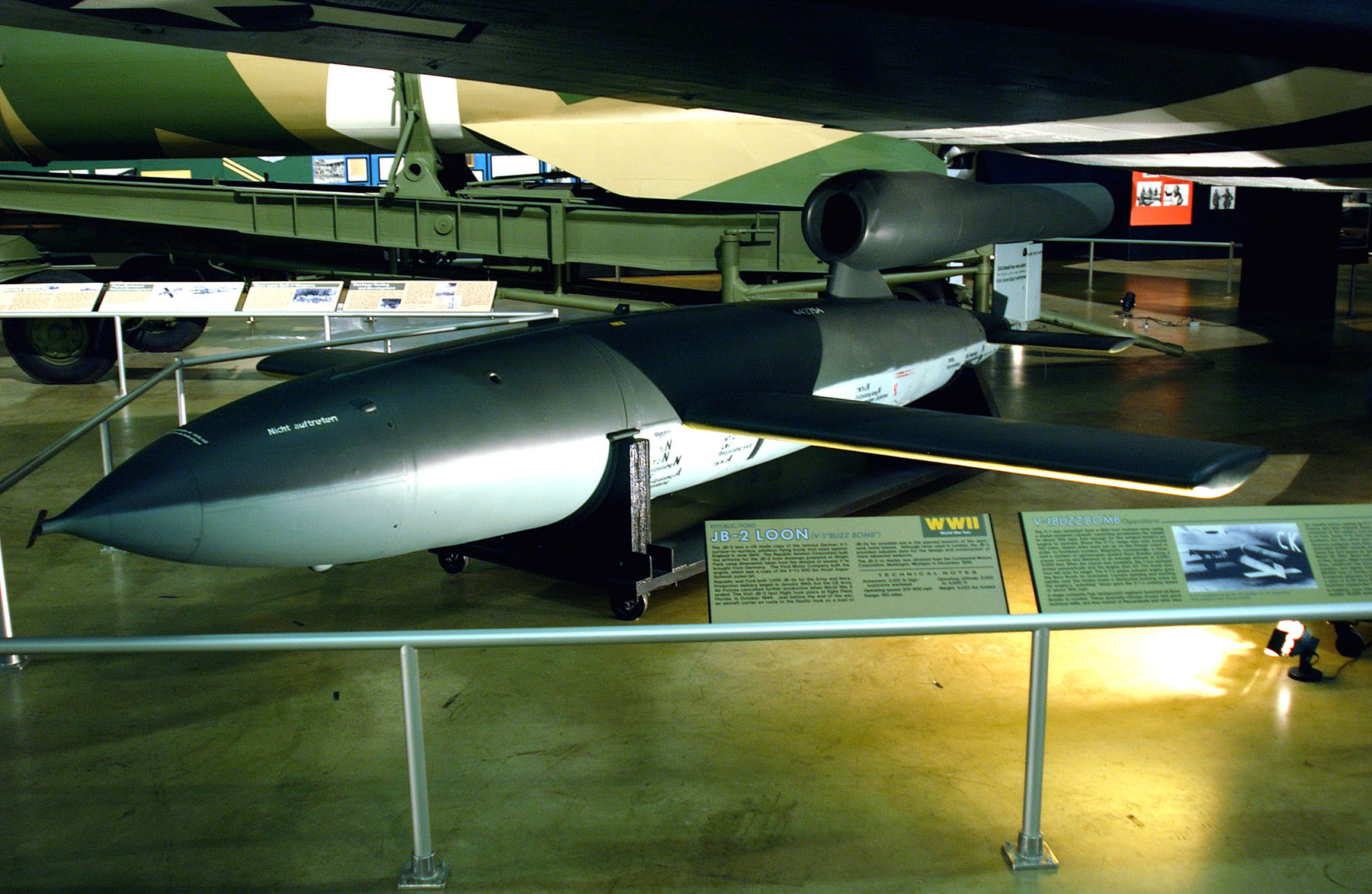

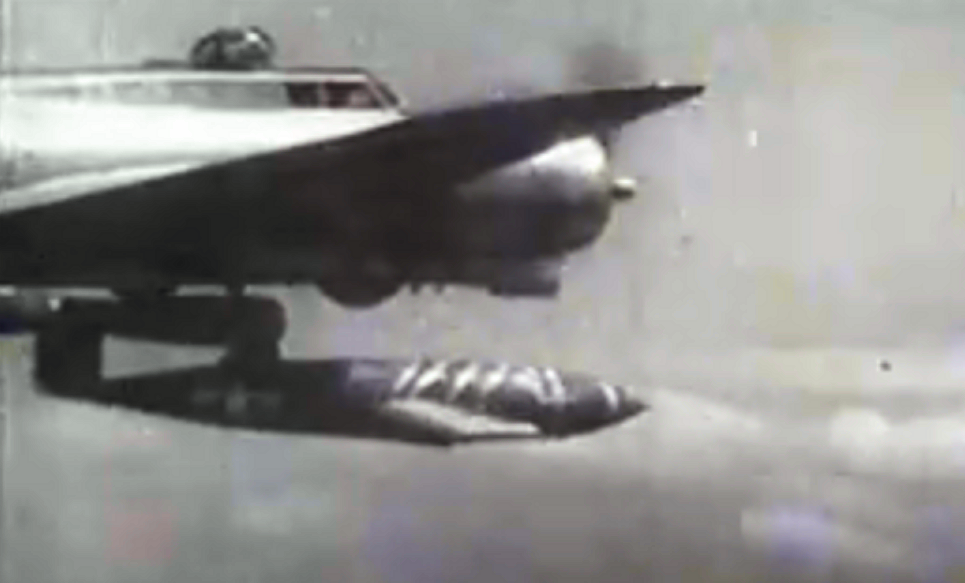
JB-2 lançado no ar em voo de um Boeing B-17 durante um teste da arma em Eglin Field, 1944

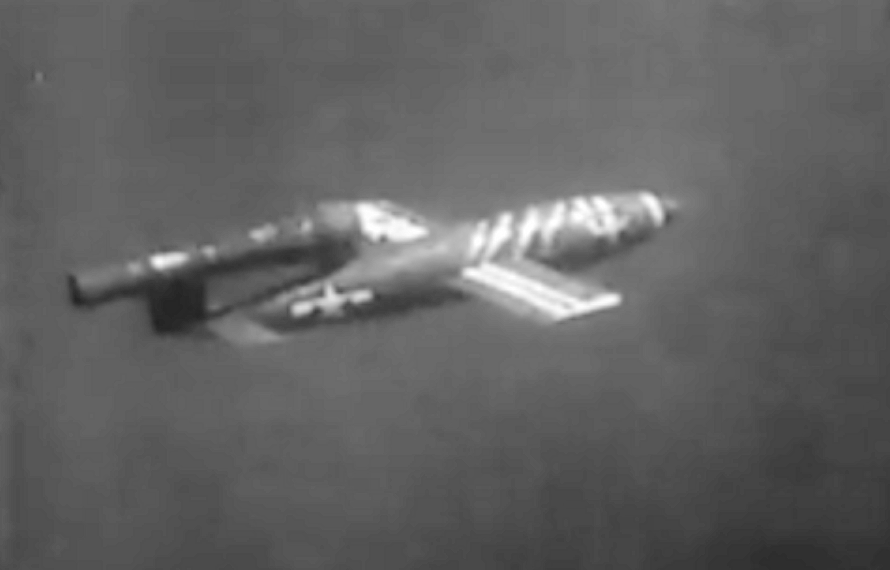
Em voo após o lançamento, 1944

O Republic-Ford JB-2, também conhecido como KGW e LTV-N-2 Loon, foi uma cópia dos Estados Unidos do míssil alemão V-1. Desenvolvido em 1944 e planejado para ser usado na invasão dos Estados Unidos ao Japão na Operação Downfall, o JB-2 nunca foi usado em combate. Ele foi o mais bem sucedido das Jet Bomb (Bombas a Jato), de JB-1 à JB-10 das Forças Armadas dos EUA durante a Segunda Guerra Mundial. Depois da guerra o JB-2 teve um papel significativo no desenvolvimento de sistemas de mísseis táticos superfície-superfície como o MGM-1 Matador e o posterior MGM-13 Mace.
Em julho de 1944, três semanas depois que as bombas voadoras alemãs V-1 atingiram a Inglaterra em 12 e 13 de junho, engenheiros americanos na Wright Field acionaram uma cópia do motor pulsojato Argus As 014 alemão, obtido por engenharia reversa de V-1 alemães abatidos que foram trazidos aos EUA da Inglaterra para análises. A engenharia reversa providenciou o primeiro projeto americano de um míssil guiado produzido em massa, o JB-2.
A produção de cerca de 75 mil JB-2s foi planejada, no entanto o fim do Fronte Europeu na guerra reduziu a demanda e a invasão do Japão se tornou o foco. O bombardeio massivo do território original japonês por 180 dias estava sendo planejado para antes da Operação Downfall "no mais poderoso e sustentado bombardeio pré-invasão da guerra". No ataque estariam incluídos o bombardeio naval e aéreo usual, com aeronaves disparando foguetes e JB-2s. O fim da guerra e levou ao fim da produção do JB-2 em 15 de setembro, com um total de 1 391 unidades fabricadas.

## Locais de lançamento
- Wendover Air Force Base, Utah, local de teste do JB-2 (40° 41′ 52″ N, 114° 02′ 29″ O)
- Holloman Air Force Base, Novo México  (32° 53′ 33″ N, 106° 07′ 24″ O)
- Santa Rosa Island Range Complex, Locais de lançamento deJB-2 30° 23′ 57″ N, 86° 42′ 21″ O (30° 23′ 54″ N, 86° 41′ 33″ O)
- Wagner Field, Flórida  (Antigamente: Eglin Air Force Auxiliary Field #1)  (30° 39′ 46″ N, 86° 20′ 41″ O)